# Heterogonia
Heterogonia – cykl życiowy zwierząt, w którym występuje przemiana pokoleń rozmnażających się płciowo, ale w różny sposób: rozdzielnopłciowo lub partenogenetycznie. Niekiedy pomiędzy poszczególnymi pokoleniami mogą występować różnice morfologiczne. W takim cyklu pokolenie partenogenetyczne ma za zadanie zwiększyć liczebność oraz zasięg występowania, natomiast rolą pokolenia rozdzielnopłciowego jest zwiększenie różnorodności genetycznej.
Występuje u niektórych skorupiaków (np. dafnia, oczlik), owadów (np. mszyce) oraz płazińców.
Wyróżnia się kilka rodzajów heterogonii:
- heterogonia regularna – pokolenia rozdzielnopłciowe i partenogenetyczne występują naprzemiennie jedno po drugim;
- heterogonia okresowa – pokolenie rozdzielnopłciowe występuje się raz na jakiś czas, zwykle co kilka pokoleń partenogenetycznych;
- heterogonia cykliczna – pokolenie rozdzielnopłciowe występuje jesienią, natomiast pokolenie partenogenetyczne wiosną i latem.